# قلعه‌خان (مانه و سملقان)
قلعه‌خان یا رسالت روستایی در دهستان قاضی بخش سملقان شهرستان مانه و سملقان استان خراسان شمالی ایران است.
بنا بر تحقیقات دکتر عمران گاراژیان و همکارانش، آثار بررسی شده در این قلعه شواهدی از زندگی تمدن های نوسنگی، عصر آهن و مفرغ، قبرهایی از پنج هزار سال قبل از میلاد تا آثار تاریخی ۶۰۵ سال قبل به دست آمده است.
محصولات مهم این روستا گندم، جو، انگور، عدس و دانه های روغنی است.

## جمعیت
بر پایه سرشماری عمومی نفوس و مسکن در سال ۱۳۹۵ جمعیت این مکان ۱٬۵۳۸ نفر (۵۰۰خانوار) بوده‌است.